# Пісочник білобровий
Пісочник білобровий (Charadrius tricollaris) — вид сивкоподібних птахів родини сивкових (Charadriidae).

## Поширення
Населяє значну частину Східної Африки, Південної Африки та Мадагаскару. Мешкає переважно на річках і озерах.

## Опис
Пісочника білобрового легко відрізнити від інших видів за подвійною чорною смугою на грудях. Крім того, він має помітне червоне кільце навколо очей і червоний дзьоб. Доросла тварина досягає 18 см завдовжки.